# Stade des Costières
Stade des Costières – stadion piłkarski w Nîmes, we Francji. Został otwarty 15 lutego 1989 roku. Może pomieścić 18 482 widzów. Swoje spotkania rozgrywają na nim piłkarze klubu Nîmes Olympique.
Stadion został wybudowany w latach 1987–1989 i zainaugurowany 15 lutego 1989 roku meczem towarzyskim rezerwowych reprezentacji Francji i Holandii. Gospodarzem obiektu od początku jego istnienia jest klub Nîmes Olympique, który przed otwarciem nowej areny grał na Stade Jean-Bouin.
Na obiekcie rozegrano jeden półfinał oraz mecz o 3. miejsce podczas piłkarskich Mistrzostw Europy U-21 w 1994 roku.
28 maja 1990 roku przygotowująca się do MŚ 1990 piłkarska reprezentacja Zjednoczonych Emiratów Arabskich przegrała na tym obiekcie w meczu towarzyskim z Węgrami 0:3. Kolejne spotkanie towarzyskie piłkarskich reprezentacji narodowych na tym stadionie miało miejsce 21 lutego 1996 roku, kiedy to na kilka miesięcy przed Euro 1996 Francja pokonała Grecję 3:1.